# Shazam (applikáció)
A Shazam egy főként okostelefonokra kifejlesztett alkalmazás, amelynek lényege, hogy felismeri a zeneszámokat „hallás után”, azaz mintha az ember füle volna. Az alkalmazást bekapcsolva a telefon környezetében szóló zeneszámot azonosítja, és megadja annak címét és előadóját. A céget még 1999-ben alapították, ám az elmúlt években lett az alkalmazás igazán elterjedt. Mára videolejátszót, tévé-programokat, hirdetéseket is építettek az alkalmazásba.